# Wachau - Jauerling
Wachau - Jauerling este o arie protejată (arie de protecție specială avifaunistică — SPA) din Austria întinsă pe o suprafață de 21.110,56 ha, integral pe uscat.

## Localizare
Centrul sitului Wachau - Jauerling este situat la coordonatele 48°21′40″N 15°25′40″E / 48.3611°N 15.4278°E.

## Înființare
Situl Wachau - Jauerling a fost declarat arie de protecție specială avifaunistică în august 1996 pentru a proteja 45 de specii de animale.

## Biodiversitate
Situată în ecoregiunea continentală, aria protejată nu include niciun habitat protejat.
La baza desemnării sitului se află mai multe specii protejate de  păsări (45): fluierar de munte (Actitis hypoleucos), minunița (Aegolius funereus), pescăruș albastru (Alcedo atthis), rață pitică (Anas crecca), lăstunul mare (Apus apus), stârc cenușiu (Ardea cinerea), rața moțată (Aythya fuligula), cocoșul de mesteacăn (Bonasa bonasia), buha (Bubo bubo), Bucephala clangula, caprimulg (Caprimulgus europaeus), barză neagră (Ciconia nigra), porumbel de scorbură (Columba oenas), ciocănitoare cu spate alb (Dendrocopos leucotos), ciocănitoarea de stejar (Dendrocopos medius), ciocănitoare de grădină (Dendrocopos syriacus), ciocănitoare neagră (Dryocopus martius), șoim călător (Falco peregrinus), șoimul rândunelelor (Falco subbuteo), muscar-gulerat (Ficedula albicollis), muscar (Ficedula parva), ciuvică (Glaucidium passerinum), codalb (Haliaeetus albicilla), capîntortură (Jynx torquilla), sfrâncioc roșiatic (Lanius collurio), sfrâncioc mare (Lanius excubitor), pescăruș râzător (Larus ridibundus), ciocârlie de pădure (Lullula arborea), gușă albastră (Luscinia svecica), ferestraș mic (Mergus albellus), ferestrașul mare (Mergus merganser), gaia neagră (Milvus migrans), mierlă de piatră (Monticola saxatilis), muscar sur (Muscicapa striata), vultur pescar (Pandion haliaetus), viespar (Pernis apivorus), cormoran mare (Phalacrocorax carbo), codroșul de pădure (Phoenicurus phoenicurus), ciocănitoare verzuie (Picus canus), pițigoi-pungar (Remiz pendulinus), mărăcinar negru (Saxicola torquatus), turturică (Streptopelia turtur), silvie porumbacă (Sylvia nisoria), cocoșul de mesteacăn (Tetrao tetrix tetrix), pupăză (Upupa epops).
Pe lângă speciile protejate, pe teritoriul sitului au mai fost identificate 2 specii de păsări.